# Oeneis pseudosaryra
Oeneis pseudosaryra är en fjärilsart som beskrevs av Nakahara 1920. Oeneis pseudosaryra ingår i släktet Oeneis och familjen praktfjärilar. Inga underarter finns listade i Catalogue of Life.